# Seznam dílů seriálu Šmoulové (2021)
Toto je seznam dílů seriálu Šmoulové.
V Česku měly první dvě řady premiéru na stanici Nickelodeon. Vysílány byly též na ČT :D a službě Netflix.

## Přehled řad
| Řada | Díly | Premiéra v Belgii | Premiéra v Belgii | Premiéra v ČR (ČT :D) | Premiéra v ČR (ČT :D) | Premiéra v ČR (Nickelodeon) | Premiéra v ČR (Nickelodeon) |
| Řada | Díly | První díl         | Poslední díl      | První díl             | Poslední díl          | První díl                   | Poslední díl                |
| ---- | ---- | ----------------- | ----------------- | --------------------- | --------------------- | --------------------------- | --------------------------- |
| 1    | 52   | 18. dubna 2021    | 20. března 2022   | 1. listopadu 2023     | 26. listopadu 2023    | 2021                        | 2022                        |
| 2    | 52   | 29. srpna 2022    | 1. února 2023     | 27. listopadu 2023    | 22. prosince 2023     | 2022                        | 2023                        |
| 3    | 52   | 2024              | 2025              | bude oznámeno         | bude oznámeno         | bude oznámeno               | bude oznámeno               |

## Seznam dílů

### První řada (2021–⁠2022)
| Č. v seriálu | Č. v řadě | Původní název                               | Český název | Scénář                                 | Storyboard                                                 | Premiéra v Belgii            | Premiéra v ČR (ČT :D) | Prod. kód |
| ------------ | --------- | ------------------------------------------- | --- | -------------------------------------- | ---------------------------------------------------------- | ---------------------------- | --------------------- | --------- |
| 1            | 1         | Un nouveau nez pour Le Schtroumpf Costaud   | Trápení s nosem | Peter Saisselin a Amy Serafin          | Bruno Issaly                                               | 18. dubna 2021               | 1. listopadu 2023     | 102A      |
| 2            | 2         | Robot-Nounou                                | Plínkobot | Peter Saisselin a Amy Serafin          | Stephane Annette                                           | 18. dubna 2021               | 1. listopadu 2023     | 101B      |
| 3            | 3         | Schtroumpf-Fu                               | Šmoul-fu | Peter Saisselin a Amy Serafin          | Jean-Luc Abiven                                            | 25. dubna 2021               | 2. listopadu 2023     | 101A      |
| 4            | 4         | C'est qui le plus costaud?                  | Kdo je větší silák? | Peter Saisselin a Amy Serafin          | Lionel Brousse                                             | 25. dubna 2021               | 2. listopadu 2023     | 104B      |
| 5            | 5         | Le schtroumpf invisible                     | Kde je Taťka Šmoula? (ČT :D) Kde je taťka Šmoula? (Netflix)                                                                                        | Peter Saisselin a Amy Serafin          | Bruno Issaly                                               | 2. května 2021               | 3. listopadu 2023     | 104A      |
| 6            | 6         | Attention: chat intelligent!                | Pozor na kočku | Peter Saisselin a Amy Serafin          | Lionel Brousse                                             | 2. května 2021               | 3. listopadu 2023     | 103B      |
| 7            | 7         | Pas de repos pour le Schtroumpf paresseux   | CILILILILINK! | Barbara Weber-Boustani                 | Bruno Issaly                                               | 9. května 2021               | 4. listopadu 2023     | 106B      |
| 8            | 8         | Le MonstroSchtroumpf                        | Nejděsivější šmoula | Peter Saisselin a Amy Serafin          | Stephane Annette                                           | 9. května 2021               | 4. listopadu 2023     | 106A      |
| 9            | 9         | Être ou ne pas être maladroit               | Nešika není Nešika | Peter Saisselin a Amy Serafin          | Jean-Luc Abiven                                            | 16. května 2021              | 5. listopadu 2023     | 102B      |
| 10           | 10        | Le sourire du Schtroumpf Grognon            | Nevyšmoulitelný úsměv | Reid Harrison                          | Stephane Annette                                           | 16. května 2021              | 5. listopadu 2023     | 103A      |
| 11           | 11        | Les Schtroumpfs volants                     | Létající šmoulové (ČT :D) Létající Šmoulové (Netflix)                                                                                              | Robert Vargas                          | Jean-Luc Abiven                                            | 18. července 2021            | 8. listopadu 2023     | 108A      |
| 12           | 12        | La farce de trop                            | Napálený Šprýmař | Peter Saisselin a Amy Serafin          | Jean-Luc Abiven a Karim Bousalaa                           | 23. května 2021              | 6. listopadu 2023     | 105B      |
| 13           | 13        | Dans la peau d'une Schtroumpf               | V cizí kůži | Henry Gifford                          | Alexandre Ulmann                                           | 23. května 2021              | 6. listopadu 2023     | 105A      |
| 14           | 14        | Invasion extraterrestre                     | Mimozemský šmoula | Peter Saisselin a Amy Serafin          | Stephane Annette                                           | 24. července 2021            | 7. listopadu 2023     | 107B      |
| 15           | 15        | Super Schtroumpf                            | Šmoulí superhrdina | Henry Gifford                          | Jean-Luc Abiven                                            | 25. července 2021            | 7. listopadu 2023     | 107A      |
| 16           | 16        | Qui a schtroumpfé la salsepareille?         | Ztracené jahůdky | Peter Saisselin a Amy Serafin          | Jean-Luc Abiven                                            | 7. srpna 2021                | 9. listopadu 2023     | 108B      |
| 17           | 17        | Le défilé de la discorde                    | Proměna (ČT :D) Módní proměna (Netflix) | Peter Saisselin a Amy Serafin          | Jean-Luc Abiven a Alexandre Ulmann                         | 28. srpna 2021               | 9. listopadu 2023     | 109B      |
| 18           | 18        | Le Schtroumpf Bêta devient papa             | Jak vychovat šmoulu | Reid Harrison                          | Alexandre Ulmann                                           | 7. srpna 2021                | 8. listopadu 2023     | 109A      |
| 19           | 19        | Cataschtroumph en cuisine                   | Kuchyňský Nešika | Peter Saisselin a Amy Serafin          | Bruno Issaly                                               | 5. září 2021                 | 11. listopadu 2023    | 111B      |
| 20           | 20        | L'Arbre á Schtroumpfs                       | Velká pětka | Peter Saisselin a Amy Serafin          | Alexandre Ulmann                                           | 29. srpna 2021               | 11. listopadu 2023    | 111A      |
| 21           | 21        | La Recette du Schtroumpf Cuisinier          | Kuchařova polévka | Reid Harrison                          | Bruno Issaly                                               | 5. září 2021                 | 12. listopadu 2023    | 112A      |
| 22           | 22        | Des escargots et des Schtroumpfs            | Závody | Peter Saisselin a Amy Serafin          | Stephane Annette                                           | 5. září 2021                 | 13. listopadu 2023    | 113A      |
| 23           | 23        | Un babysitting mouvementé                   | Dobrodružství při šmoulohlídání | Robert Vargas                          | Jean-Luc Abiven                                            | 12. září 2021                | 12. listopadu 2023    | 112B      |
| 24-25        | 24-25     | Les Schproumpfs!                            | Šmudlové 1. část (ČT :D) Šmudlové! – Část 1 (Netflix)Šmudlové 2. část (ČT :D) Šmudlové! 2. část (Netflix)                                          | Peter Saisselin a Amy Serafin          | Bruno Issaly                                               | 28. září 202129. srpna 2021  | 10. listopadu 2023    | 110       |
| 26           | 26        | La guerre des gaufres                       | Wafflová středa | Reid Harrison                          | Alexandre Ulmann                                           | 12. září 2021                | 13. listopadu 2023    | 113B      |
| 27           | 27        | L'Assistant du Grand Schtroumpf             | Dva asistenti | Peter Saisselin a Amy Serafin          | Romain Cislo                                               | 2. ledna 2022                | 21. listopadu 2023    | 121B      |
| 28           | 28        | La grande crèche                            | Šmoulí školka | Guillaume Mautalent a Sebastien Oursel | Stephane Annette                                           | 22. října 2021               | 14. listopadu 2023    | 114B      |
| 29           | 29        | Gargamel voit double                        | Gargamelova máma | Henry Gifford                          | Alexandre Ulmann                                           | 24. října 2021               | 14. listopadu 2023    | 114A      |
| 30-31        | 30-31     | Schtroumpfe-moi ton secret                  | Šmoulí tajemství – Část první (ČT :D) Šmoulí tajemství, 1. část (Netflix)Šmoulí tajemství – Část druhá (ČT :D) Šmoulí tajemství, 2. část (Netflix) | Peter Saisselin a Amy Serafin          | Lionel Brousse a Alexandre Viano Jean-Luc Abiven (2. část) | 26. října 202127. října 2021 | 15. listopadu 2023    | 115       |
| 32           | 32        | Scoop chez les Schtroumpfs                  | Falešné zprávy | Henry Gifford                          | Lionel Brousse                                             | 7. listopadu 2021            | 24. listopadu 2023    | 124B      |
| 33           | 33        | La fête de Gargamel                         | Gargamelův nezdařený večírek | Marie Eynard a Emmanuel Leduc          | Frederic Mintoff                                           | 7. listopadu 2021            | 16. listopadu 2023    | 116A      |
| 34           | 34        | Bouton d'Or, Guerrière de choc!             | Jak buřina ztratila sílu | Peter Saisselin a Amy Serafin          | Stephane Annette                                           | 21. listopadu 2021           | 17. listopadu 2023    | 117A      |
| 35           | 35        | Les Schtroumpfboards                        | Šmouloboardy | Peter Saisselin a Amy Serafin          | Romain Cislo                                               | 12. prosince 2021            | 20. listopadu 2023    | 120A      |
| 36           | 36        | Le Treśor des Schtroumpfs                   | Prokletí šmoulího pokladu | Herve Benedetti a Nicholas Robin       | Alexandre Ulmann                                           | 28. listopadu 2021           | 16. listopadu 2023    | 116B      |
| 37           | 37        | Le Pouvoir du Schtroumpf Grognon            | Vyskoč! | Marie Eynard a Emmanuel Leduc          | Bruno Issaly                                               | 28. listopadu 2021           | 17. listopadu 2023    | 117B      |
| 38           | 38        | Gargamel perd la schtroumpf                 | Zapomněnka | Henry Gifford                          | Bruno Issaly                                               | 12. prosince 2021            | 18. listopadu 2023    | 118B      |
| 39           | 39        | Gargamel à la Une                           | Velká novina | Peter Saisselin a Amy Serafin          | Frédéric Mintoff                                           | 17. února 2022               | 23. listopadu 2023    | 123B      |
| 40           | 40        | La Légende du Schtroumpf Chevalier          | Rytíř Šmoulelot | Henry Gifford a Peter Saisselin        | Stephane Annette                                           | 19. prosince 2021            | 18. listopadu 2023    | 118A      |
| 41           | 41        | Le baptême de l'air du Schtroumpf Maladroit | Létající eso | Peter Saisselin a Amy Serafin          | Alexandre Ulmann                                           | 16. ledna 2022               | 21. listopadu 2023    | 121A      |
| 42-43        | 42-43     | Schtroumpfs TV                              | Šmoulovize – Část první (ČT :D) Šmoulovize, 1. část (Netflix)Šmoulovize – Část druhá (ČT :D) Šmoulovize, 2. část (Netflix)                         | Peter Saisselin a Amy Serafin          | Jean-Luc Abiven                                            | 5. prosince 2021             | 19. listopadu 2023    | 119       |
| 44           | 44        | Malin comme un singe                        | Skopičiny s opičkou | Peter Saisselin a Amy Serafin          | Stephane Annette                                           | 30. ledna 2022               | 20. listopadu 2023    | 120B      |
| 45           | 45        | Le revers de la médaille                    | Nejvyšší řád | Henry Gifford                          | Bruno Issaly                                               | 18. února 2022               | 22. listopadu 2023    | 122A      |
| 46           | 46        | Miroir, mon beau miroir                     | Zrcadlová skříň | Michel Coulon a Jean-Baptiste Merlin   | Stephane Annette                                           | 21. února 2022               | 25. listopadu 2023    | 125B      |
| 47           | 47        | Le Grand Gargamel                           | Výměna těl | Fiona Leibgorin                        | Dave Alvarez                                               | 22. února 2022               | 26. listopadu 2023    | 126A      |
| 48           | 48        | La métamorphose du Schtroumpf Coquet        | Fešák ještěrkou | Peter Saisselin a Amy Serafin          | Alexandre Ulmann                                           | 9. ledna 2022                | 23. listopadu 2023    | 123A      |
| 49           | 49        | Bonne fête maman!                           | Šmoulí svátek matek! (ČT :D) Šmoulí svátek matek (Netflix)                                                                                         | Fiona Leibgorin                        | Bruno Issaly                                               | 9. ledna 2022                | 22. listopadu 2023    | 122B      |
| 50           | 50        | Dans la peau du Grand Schtroumpf            | Dva Taťkové | Peter Saisselin a Amy Serafin          | Stéphane Annette                                           | 25. února 2022               | 24. listopadu 2023    | 124A      |
| 51           | 51        | Tout Schtroumpf, tout flamme!               | Šmoulí hasiči | Peter Saisselin a Amy Serafin          | Bruno Issaly                                               | 13. března 2022              | 25. listopadu 2023    | 125A      |
| 52           | 52        | Le Combat de poésie                         | Básnické klání | Barbara Weber-Boustani                 | Tomavision a Jean-Luc Abiven                               | 20. března 2022              | 26. listopadu 2023    | 126B      |